# Anders Nielsen (voetballer 1970)
Anders Nielsen (Nakskov, 6 december 1970) is een gewezen Deens voetballer. Hij speelde tijdens zijn carrière voor verscheidene Belgische clubs, waaronder Club Brugge en KAA Gent. De aanvaller stopte in 2007 definitief met voetballen.

## Carrière
Anders Nielsen debuteerde als tiener bij het bescheiden Nakskov BK alvorens in 1991 de overstap te maken naar de Deense tweede klasse. Eerste speelde hij voor Helsingør IF, nadien verdedigde hij de kleuren van Hellerup IK. In 1994 werd hij bij die laatste club ontdekt door Sint-Truidense VV, dat toen eveneens in de tweede klasse vertoefde. Onder leiding van trainer Guy Mangelschots promoveerde STVV een jaar later naar de eerste klasse. Nielsen was in die dagen een ploegmaat van onder meer Peter Voets, Peter Van Houdt en Lorenz Kindtner.
De Deense aanvaller was een van de uitblinkers bij STVV en ruilde de club in 1996 in voor Club Brugge. Bij blauw-zwart werkte hij samen met trainer Hugo Broos. Veel speelde Nielsen niet wegens een zware enkeloperatie, hoewel hij toch goed was voor 5 competitiedoelpunten in zijn eerste 5 matchen. In de zomer van 1997 ruilde hij met Nordin Jbari van club: de Belgische spits trok naar Club, Nielsen belandde bij KAA Gent. Bij de Buffalo's trainde hij eerst onder Johan Boskamp, later onder de Noor Trond Sollied. In zijn eerste seizoen voor Gent was Nielsen goed voor 10 goals. In 2001 werd Nielsen uitgeleend aan het Cypriotische AC Omonia waar hij de championship won met Omonia, en een jaar later aan het Deense AGF.
In 2002 stapte de onvermoeibare Nielsen over naar Antwerp FC. Hij speelde er regelmatig en kon met de club makkelijk uit de degradatiezone blijven. Een jaar later verkaste hij naar promovendus Heusden-Zolder, waar hij nog samenspeelde met aanvallers als Igor De Camargo, Souleymane Oulare en Takayuki Suzuki. Door een zware enkelblessure in zijn eerste match tegen Cercle Brugge was hij 8 maanden uit.
In 2004 zette de toen 33-jarige Nielsen een stap terug. Hij voetbalde nog één seizoen voor tweedeklasser Red Star Waasland alvorens zich aan te sluiten bij het bescheiden JV De Pinte. Hier begon hij zijn carrière als trainer. Hij was ook actief als minivoetballer bij De Shotters De Pinte en Opel Haag Drongen, waar hij in 2008 kampioen speelde en was gekozen van speler van het jaar in eerste klasse. 
Momenteel is Anders Nielsen terug in België waar hij assistent is in Royal Antwerp.